# Rytis Sakalauskas
Rytis Sakalauskas (né le 27 juin 1987 à Alytus) est un athlète lituanien, spécialiste du sprint.

## Biographie
Son record national de 10 s 14 (- 0,2 m/s) lui a permis d'obtenir la médaille d'argent à l'Universiade d'été 2011 à Shenzhen, à égalité de temps avec la médaille d'or.
Sur 60 m en salle, il a couru en 6 s 70 à Paris-Bercy (POPB) le 5 mars 2011 où il termine 5e en demi-finale lors des Championnats d'Europe en salle.
Le 16 septembre 2011, lors du meeting Van Damme à Bruxelles dans la finale du 200 m de la Diamond League, il bat le record de Lituanie en 20 s 74 (en terminant 8e).

## Palmarès
| Date | Compétition                       | Lieu      | Résultat | Résultat  | Temps   |
| ---- | --------------------------------- | --------- | -------- | --------- | ------- |
| 2009 | Championnats d'Europe espoirs     | Kaunas    | 4e       | 100 m     | 10 s 38 |
| 2011 | Universiade                       | Shenzhen  | 2e       | 100 m     | 10 s 14 |
| 2012 | Championnats d'Europe             | Helsinki  | finale   | 100 m     | DNF     |
| 2013 | Championnats d'Europe par équipes | Kaunas    | 1er      | 100 m     | 10 s 44 |
| 2013 | Championnats d'Europe par équipes | Kaunas    | 1er      | 4 × 100 m | 39 s 83 |
| 2014 | Championnats d'Europe par équipes | Tallin    | 3e       | 100 m     | 10 s 23 |
| 2015 | Championnats d'Europe par équipes | Heraklion | 6e       | 100 m     | 10 s 60 |
| 2015 | Championnats d'Europe par équipes | Heraklion | 9e       | 4 x 100 m | 40 s 81 |
| 2017 | Championnats d'Europe par équipes | Tel Aviv  | 2e       | 100 m     | 10 s 30 |

## Records
| Épreuve              | Performance | Lieu      | Date              |
| -------------------- | ----------- | --------- | ----------------- |
| 60 mètres (en salle) | 6 s 64      | Volgograd | 21 janvier 2012   |
| 100 mètres           | 10 s 14     | Shenzhen  | 14 février 2012   |
| 200 mètres           | 20 s 74     | Bruxelles | 16 septembre 2011 |